# 湖州镜
湖州镜是宋代湖州地区（今浙江吴兴）生产制造的铜镜。湖州镜的制造始于北宋，兴盛于南宋，在明清时仍有余波。镜多为葵花形，也有圆形、方形、桃形、棱形、带柄形、鸡心形等形状，一般为素背无纹饰，在镜背素地上常铸有商标性质的铭记，如“湖州石家青铜照子”、“湖州真石家念二叔照子”、“湖州薛晋侯造”，基本特征为铭文题记中带有“湖州”二字，使人知其生产地点为湖州，故称湖州镜。“照子”即“镜子”，这一称谓为宋镜特别是北宋镜上所特有的，或与避宋太祖赵匡胤祖父赵敬的“敬”字讳有关。湖州镜在当时远销各地，除国内发现外，朝鲜、日本等地亦有流传。

“湖州石念二叔照子”湖州镜
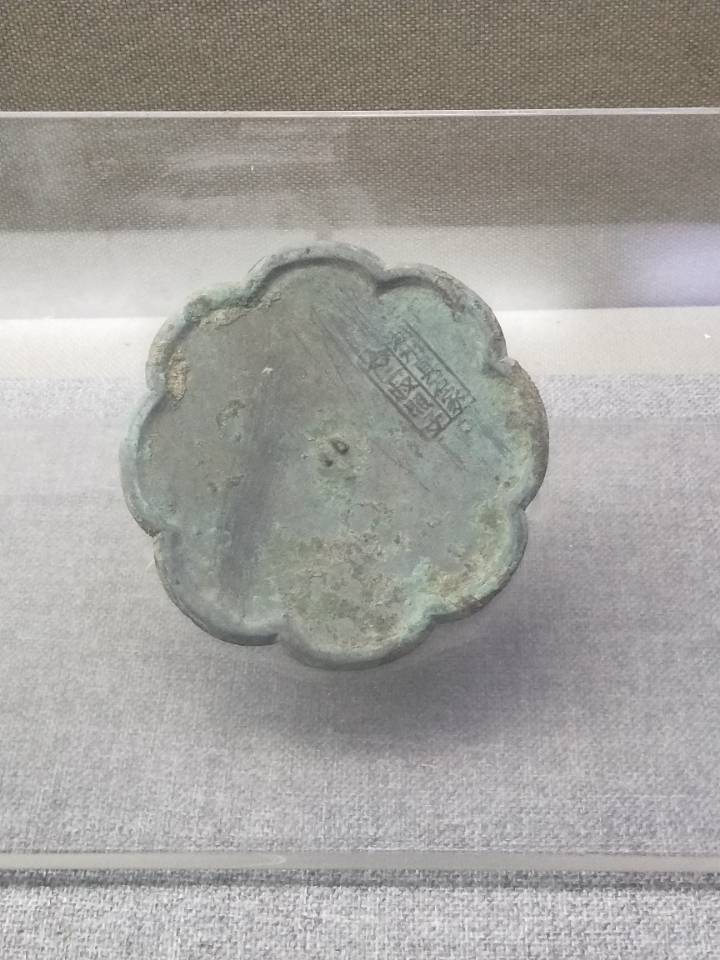
“湖州真石家念二叔照子”湖州镜

## 生产情况
湖州镜的生产年代可上溯至北宋时期。在江西发现的北宋政和四年（公元1114年）陈天若墓、北宋政和六年（公元1116年）显谟阁学士郭知章墓、北宋宣和七年（公元1125年）蔡披墓、北宋靖康二年（公元1127年）张氏墓等墓中都有标准的湖州镜出土。《宋会要辑稿》记载：“至道二年（公元956年），诏应私铸铜器蠹坏钱货，建康府、台、明、湖州犹甚，可专委守臣严切禁止”，由此可见湖州镜至迟应该在至道二年就已经开始生产。在北宋晚期湖州镜已是较为流行和常用的镜类了，且已颇具生产规模。
湖州镜的生产在南宋达到兴盛。湖州为当时一个著名的铸镜中心，铸镜商号店铺林立，能工巧匠众多。两宋时期，湖州地区有名有姓的私人铜镜作坊就有：石、李、徐、丁、陆、黄、韩、蒋、冯、符、刘、万等，其中最为熟知的应为石家镜，铭文有石二郎、石二叔、石三郎、石十郎、石十五郎等，而又以石念二叔所生产的最多。此外还有湖州官方铸镜机构——湖州铸鉴局。南宋湖州镜有透光镜和普通镜之分。透光镜先錾龙凤花纹于镜面，再嵌以紫铜，磨冶光平而不见嵌痕。将镜放置于光下，其光反映璧上，所錾刻的龙凤纹清晰可辨。而普通镜则只刻铸作坊主姓名等内容在其背面，几乎没有纹饰。此时铜镜已从贵族手中整理仪容的高档用品转为平民的日常用品。与前朝繁缛复杂的装饰艺术风格不同，湖州镜的风格大方、简洁，降低了工匠铸镜工时，更好的适应了其作为商品流通的本质特点。
明、清时期湖州镜继续铸造，薛家镜的铸造为湖州镜另一高峰。镜上铭文有“薛怀泉造”、“薛近峰造”、“薛晋侯造”等。明人所编《乌程县志》记载：“薛，杭人而业于湖”，光绪《乌程县志》记载铸镜人中最负盛名者“名晋侯，字惠公”。关于薛家在湖州地区铸镜的时间，明万历谢肇淛所写的《西吴枝乘》中记载：“镜亦以吴兴为良，范金固不殊，其水清冽，能发光也，最知名者薛氏”。可知最早在明万历年间薛家就已开始在湖州铸镜，薛家镜至清乾隆年间被称为贡镜，至嘉庆十九年（公元1814年）清廷废止“岁贡嘉炉湖镜”之例，清代中后期以来，玻璃镜的大量生产，从质量、性价比上都已超过湖州镜，以湖州薛家镜为代表的传统铸镜行业逐渐没落并最终退出应用市场。